# Арн: Королівство в кінці шляху
«Арн: Королівство в кінці шляху» — сиквел стрічки 2007 року «Арн: Лицар-тамплієр», знятий Петером Флінтом на основі творів Яна Гійу.

## Сюжет
Арн в битві на Рогах Хаттіна був поранений, але Саладин впізнає його, рятує, а згодом відправляє додому. Сесилія, провівши в монастирі 20 років, отримує пропозицію стати настоятелькою. Вважаючи Арна мертвим, вона погоджується. Арн наздоганяє її біля воріт монастиря. Вони одружуються, будують маєток і невдовзі у них народжується донька. Чоловік знайомиться з сином Магнусом, який був народжений у його відсутності.
Через 6 років король Кнут помирає. Заручившись підтримкою данців Сверкер Карлссон приходить до влади. Новий король намагаються позбутися синів колишнього правителя. Розпалюється війна. Арн у битві отримує смертельне поранення.

## У ролях
| Актор                    | Роль                 |
| ------------------------ | -------------------- |
| Йоакім Неттерквіст       | Арн Магнуссон        |
| Софія Хелін              | Сесилія Алготсдоттер |
| Стеллан Скашгорд         | Бірґер Броса         |
| Андерс Босмо Крістіансен | Геральд              |
| Морган Аллінг            | Ескіль Магнуссон     |
| Юель Кіннаман            | Сверкер Карлссон     |
| Густаф Скашгорд          | Кнут Еріксон         |
| Білл Скашгорд            | Ерік Кнутсон         |
| Мілінд Соман             | Саладин              |
| Ніколас Болтон           | Жерар де Рідфор      |
| Мартін Вальстрьом        | Маґнус Міннешельд    |
| Фанні Рісберг            | Сесилія Бланка       |

## Створення фільму

### Виробництво
Зйомки фільму проходили в Ерфуді (Марокко), Шотландії (Велика Британія), а також в Швеції.

### Знімальна група
- Кінорежисер — Петер Флінт
- Сценарист — Ганс Гуннарссон
- Кінопродюсери — Вальдемар Бергендаль, Алістар Мак-Лін Кларк, Ян Марнелл, Лейф Молін, Маріта Норштедт
- Композитор — Туомас Кантелінен
- Кінооператор — Ерік Кресс
- Кіномонтаж — Серен Б. Еббе, Мортен Гейб'єрг
- Художник-постановник — Анна Асп
- Артдиректор — Фредерік Евард, Лінда Янсон
- Художник з костюмів — Кікі Іландер[3].

## Сприйняття

### Критика
Фільм отримав змішані відгуки. На сайті Rotten Tomatoes оцінка стрічки становить 58 % на основі 2 466 відгуків від глядачів із середньою оцінкою 3,4/5. Фільму зарахований «розсипаний попкорн» від глядачів, Internet Movie Database — 6,6/10 (6 717 голосів).

### Номінації та нагороди
| Нагороди та номінації фільму «Арн: Королівство в кінці шляху» | Нагороди та номінації фільму «Арн: Королівство в кінці шляху» | Нагороди та номінації фільму «Арн: Королівство в кінці шляху» | Нагороди та номінації фільму «Арн: Королівство в кінці шляху» | Нагороди та номінації фільму «Арн: Королівство в кінці шляху» | Нагороди та номінації фільму «Арн: Королівство в кінці шляху» |
| Рік                                                           | Кінофестиваль/кінопремія                                      | Категорія/нагорода                                            | Номінант                                                      | Результат                                                     |                                                               |
| ------------------------------------------------------------- | ------------------------------------------------------------- | ------------------------------------------------------------- | ------------------------------------------------------------- | ------------------------------------------------------------- | ------------------------------------------------------------- |
| 2009                                                          | Світова премія каскадерів                                     | Найкращі дії в іноземному фільмі                              | Кіммо Раджала                                                 | Номінація                                                     |                                                               |
| 2009                                                          | «Золотий жук»                                                 | Приз глядацьких симпатій                                      | Петер Флінт                                                   | Перемога                                                      |                                                               |